# 电子束诱导沉积
电子束诱导沉积（Electron beam-induced deposition，EBID）是一种使用电子束分解气相分子，从而在衬底上的特定位置实现沉积生长的技术。
电子束诱导沉积实验中的电子束常常由扫描电子显微镜提供。这是因为扫描电子显微镜的电子束具有极高的空间精准度（可达纳米级别）；这也使得电子束诱导沉积具有生长出独立三维结构的潜能。

## 实验流程

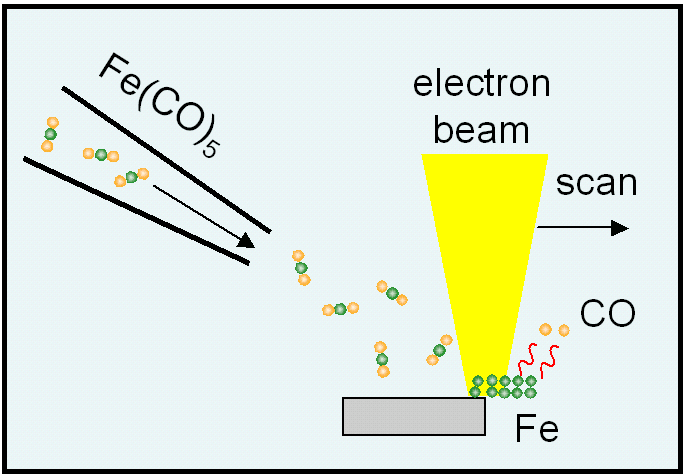
电子束诱导沉积的过程示意图

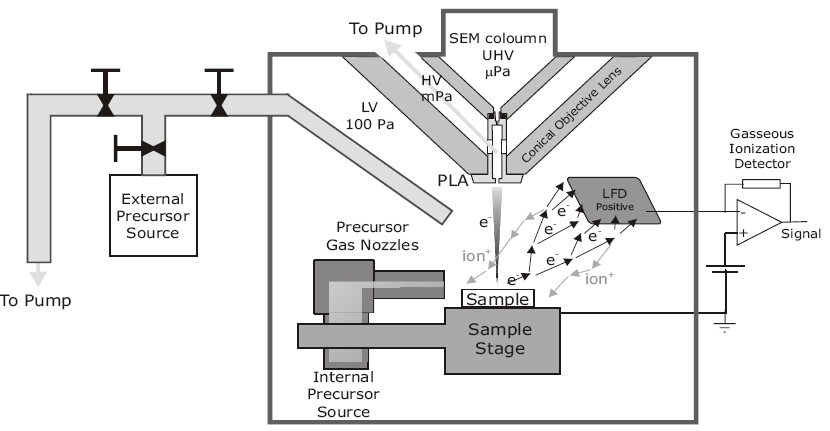
电子束诱导沉积的实验装置

电子束诱导沉积中的电子束往往由扫描电子显微镜或扫描透射电子显微镜提供，而离子束诱导沉积（IBID）则用聚焦离子束代替了电子束。前体材料一般是液体或固体；在沉积实验前，前体材料会被汽化或升华，之后在实验中以准确控制的速率进入扫描电镜所在的高真空腔。固态的前体也可以在腔内直接用电子束升华。若实验温度较高，或沉积过程中用到的是腐蚀性的气体，则会用一种特殊设计的沉积腔进行实验：沉积腔与电镜隔离；电子束通过一个微米大小的开口进入沉积腔。这个开口的大小保持了电镜与沉积腔之间的压强差。此沉积模式已经被应用在钻石的电子束诱导沉积中。
将气态的前体输入真空腔之后，电子束开始在衬底表面来回扫描，使材料开始在扫描的位置沉积。沉积的速率取决于多个参数，例如前体的分压、衬底的温度以及电子束的参数等等。一般的沉积速率在10 nm/s的数量级。SEM 或 STEM 中的初级电子能量常常在10到300 keV之间，而电子诱发的反应（即前体的离解）截面较小。因此，主要的分解反应是通过低能电子（二次电子或非弹性散射电子）发生的。

### 空间分辨率
虽然 S(T)EM 的电子束可以被聚焦到~0.045 nm大小的一点，但是电子束诱导沉积能够生长的最小结构的直径约为~0.7 nm。这是由邻近效应导致的：二次电子、背散射电子和向前散射电子共同影响着沉积的结果。这个问题在电子束曝光领域常常通过应用一些补偿算法来解决。

### 前体材料
截至2008年，可用电子束诱导沉积的材料包括Al、Au、无定形碳、钻石、Co、Cr、Cu、Fe、GaAs、GaN、Ge、Mo、Nb、Ni、Os、Pd、Pt、Rh、Ru、Re、Si、Si3N4、SiOx、TiOx和W，且还在继续发展。最常用的前体是 Me(CO)x 结构的金属羰基配合物或茂金属：虽然它们易于制备，但是由于 CO 配体中的碳原子较多，导致沉积的目标金属含量较低。金属卤化物（例如WF6）作为前体的沉积较 Me(CO)x 更为干净，但由于它们一般有毒且有腐蚀性，导致沉积的过程较难掌握。化合物的沉积一般会用到一些特别的工艺与气体，例如用 D2GaN3 来沉积 GaN。

## 优缺点

### 优势
- 由于可以精确控制电子束，生长的结构和沉积的准确度都达到空前的水准；
- 多种潜在的前体可供选择；
- 可在生长过程中用透射电子显微镜、电子能量损失谱、能量色散X射线谱、电子衍射等技术表征沉积的材料，或是在反应过程中测定电学与光学性质。

### 缺陷
- 较低的沉积率限制了大规模的生产；
- 因为前体的分解过程还是未知领域，对化学沉积成分的控制具有挑战性；
- 邻近效应会导致结构多余地加宽。

## 离子束诱导沉积
离子束诱导沉积（Ion beam-induced deposition，IBID）与电子束诱导沉积极为类似，只是将电子束替换为离子束（常用30 keV Ga+）。两种技术都是借助二次电子来进行沉积。相比于电子束诱导沉积，离子束诱导沉积的沉积速率较快，且沉积纯度较高。然而，离子束诱导沉积有如下缺陷：
- 较高角速度的二次电子导致了较低的空间分辨率；
- Ga+ 离子引入了杂质，且会破坏沉积结构[8]；
- 由于沉积需要使用聚焦离子束实验装置，沉积的表征手段受到了一定的限制。

## 使用电子束诱导沉积生长的结构
电子束诱导沉积可以通过电脑控制电子束的扫描来生长任意的三维纳米结构；整个结构仅开始的位置连接在衬底上，其他部分都是独立自由的。科学家已成功生长出：
- 世界上最小的磁铁[4]；
- 分形纳米树（Fractal nanotrees）[4]；
- 纳米环（潜在的纳米超導量子干涉儀装置）[4]；
- 超导纳米线[8]。